# Казальв'єрі
Казальв'єрі (італ. Casalvieri) — муніципалітет в Італії, у регіоні Лаціо,  провінція Фрозіноне.
Казальв'єрі розташований на відстані близько 110 км на схід від Рима, 31 км на схід від Фрозіноне.
Населення — 2740 осіб (2014).
Щорічний фестиваль відбувається у неділю після all'Ascensione. Покровитель — Sant'Onorio Martire.

## Демографія
Населення за роками:

Станом на 1 січня 2023 року в муніципалітеті офіційно проживали 134 іноземці з 27 країн, серед них 57 громадян країн Євросоюзу.

## Сусідні муніципалітети
- Альвіто
- Арпіно
- Атіна
- Казалаттіко
- Фонтек'ярі
- Вікальві